# Ženin
Ženin je fant ali moški, ki z obredom poroke vstopa v zakonsko zvezo. 
Ženska udeleženka poroke se imenuje nevesta. Po sklenjeni poročni zvezi ženin postane zakonski mož.
V Sloveniji je s poroko povezanih veliko običajev, ki potekajo pred in med poročnim slavjem (šranga, odkupnina, ki jo mora plačati ženin za nevesto ...)